# 大众集团A0平台
大众集团A0平台是大众集团旗下多个品牌的迷你车共享的一款汽车平台。
在大众集团修订的平台命名系统中，"A04"平台即广为人所知的PQ24平台，而可能被称作A05平台的官方名称即PQ25平台。命名方式如下：
- P 表示乘用车（passenger car）平台
- Q 表示横置引擎（quer）
- 2 表示平台的大小或级别
- 5 表示第几代

## A01
A01（Typ 86）平台车：
- Audi 50  （1974–1978）
- 大众波罗（第一代） （1975–1981）
- Volkswagen Derby （1977–1981）

## A02
A02（Typ 86C）平台车：
- 大众波罗（第二代）/Polo Classic/Derby （1981–1994）

## A03
A03平台车：
- 西亞特Ibiza（第二代） Mk2 （Typ 6K, 1993–2002）
- 西亞特Cordóba第一代（Typ 6K/6KC/6KV, 1993–2002）
- 大众波罗（第三代） （Typ 6N/6KV, 1994–2002）
- 大眾波羅Playa（英语：Volkswagen Polo Playa）（1996–2002）換標西亞特Ibiza，僅在南非發售
- 西亞特Inca客貨車（Typ 6K9）
- 大众Caddy客貨車 （Typ 9K, 1997–2003）

## A04（PQ24）
A04平台车，当前官方称作PQ24平台：
- 斯柯达晶锐 Mk1 （Typ 6Y, 1999–2007）
- Volkswagen Polo Mk4 （Typ 9N, 2001–2009）
- SEAT Ibiza Mk3 （Typ 6L, 2002–2008）
- SEAT Córdoba Mk2 （Typ 6L, 2002–2009）
- Volkswagen Fox （Typ 5Z, 2004-至今）
- 斯柯达晶锐 Mk2 （Typ 5J, 2007-至今） [2]
- Volkswagen Gol MK5 - Third Gen. （2008–present, PQ24/25 hybrid）[3]
- Volkswagen Voyage MK5 - Third Gen. （2008–present, PQ24/25 hybrid）
- Volkswagen Saveiro MK5 - Third Gen. （2009–present, PQ24/25 hybrid）

## A05（PQ25）
PQ25是在PQ24平台基础上针对可能的四轮驱动车发展起来的，非正式地称作A05 ：
- 西亞特Ibiza（第四代） Mk4 （Typ 6J, 2008-至今）
- 大众波罗（第五代） （Typ 6R, 2009-至今: 61, 2010-至今）
- 奥迪A1 （Typ 8X, 2010-至今）[1][7][8]
- 斯柯達昕锐（2011） （2011-至今，仅针对印度市场）

"New A05+"
- 斯柯達昕锐 （Typ --, 2012-至今）
- SEAT Toledo （Typ --, 2012-至今）